# Basarab I.
Basarab I., zvaný Zakladatel (rumunsky Basarab I Întemeietorul, † 1352) byl kníže a zakladatel valašského knížectví.

## Etymologie
V kumánštině jeho jméno znamená Otec Král a vzniklo ze dvou slov Bašár (česky vládnout) a aba (česky otec). V pozdějším období 19. století Bogdan Petriceicu Hasdeu přišel na jiný výklad tohoto slova; Ban (česky vládce) a dácké slovo Sarabia (česky hlava), což dodnes v některých oblastech Rumunska znamená slovo sarâmb. Toto se však historiky nepotvrdilo, navíc Vídeňská ilustrovaná kronika jasně popisuje slovo Basarab jako rumunské slovo.

## Život
Basarab I. se stal vazalem Uherska, ale v letech 1324–1325 proti uherskému králi povstal. V dokumentu vydaném Karlem I. ze dne 26. července 1324 se o něm říká „náš sedmihradský vévoda“ a téměř o rok později v dokumentu ze dne 18. června 1325 se o něm už hovoří jako o „sedmihradském Basarabovi, nehodném nosit královskou svatou korunu“.
Vyhranou bitvou u Posady v roce 1330, zdokumentovanou ve Vídeňské ilustrované kronice, si zajistil nezávislost Valašského knížectví na Uhersku.

## Galerie

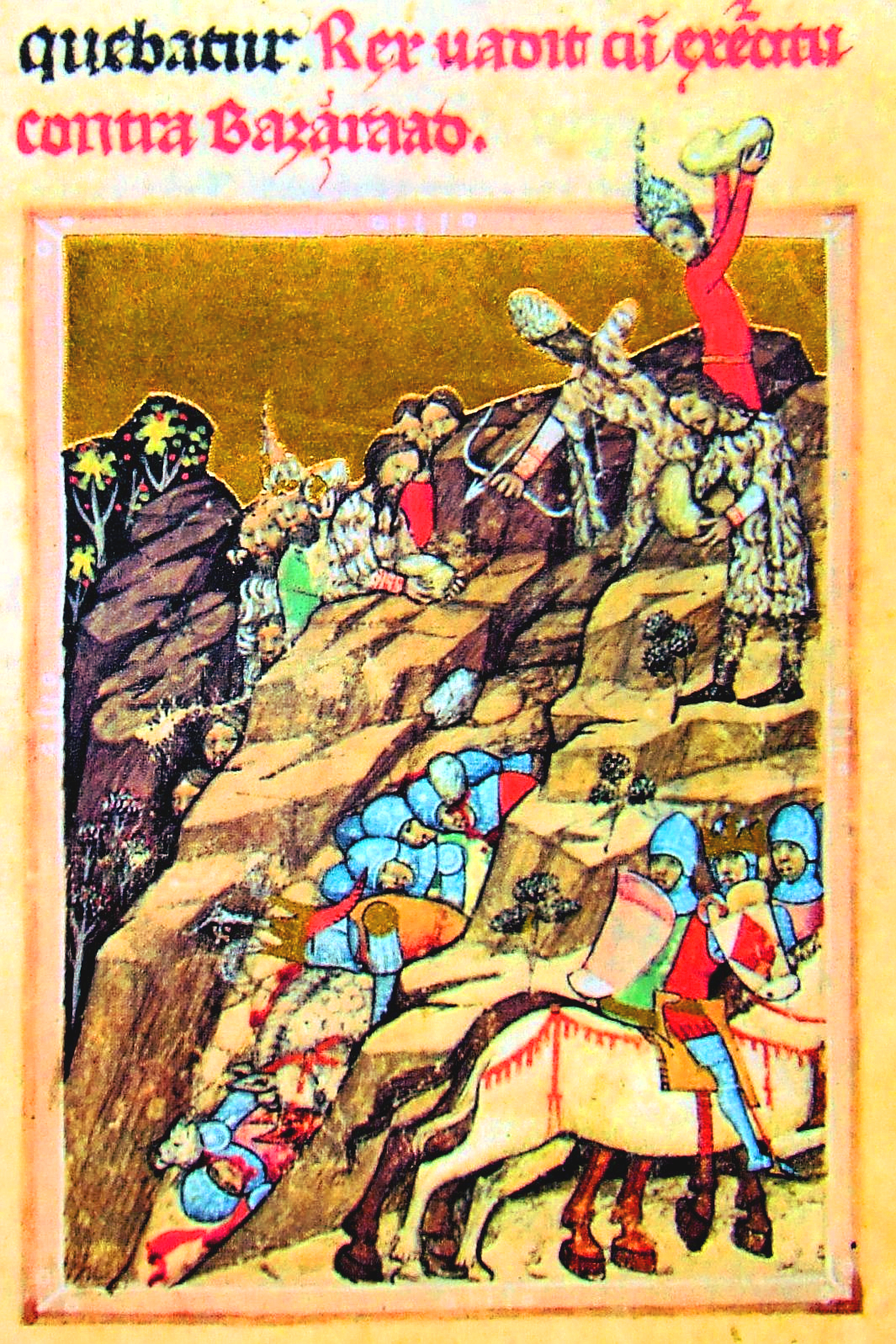
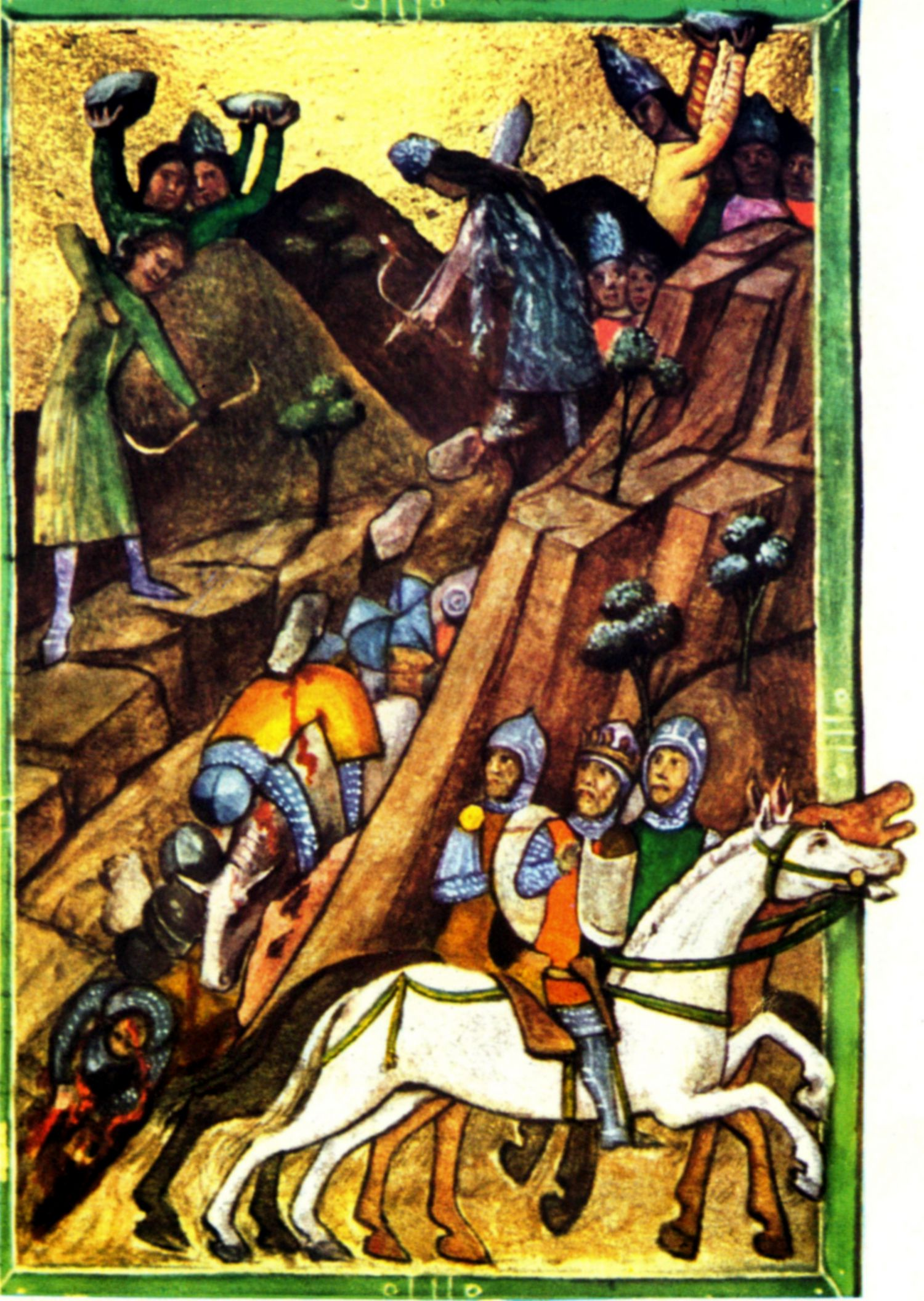
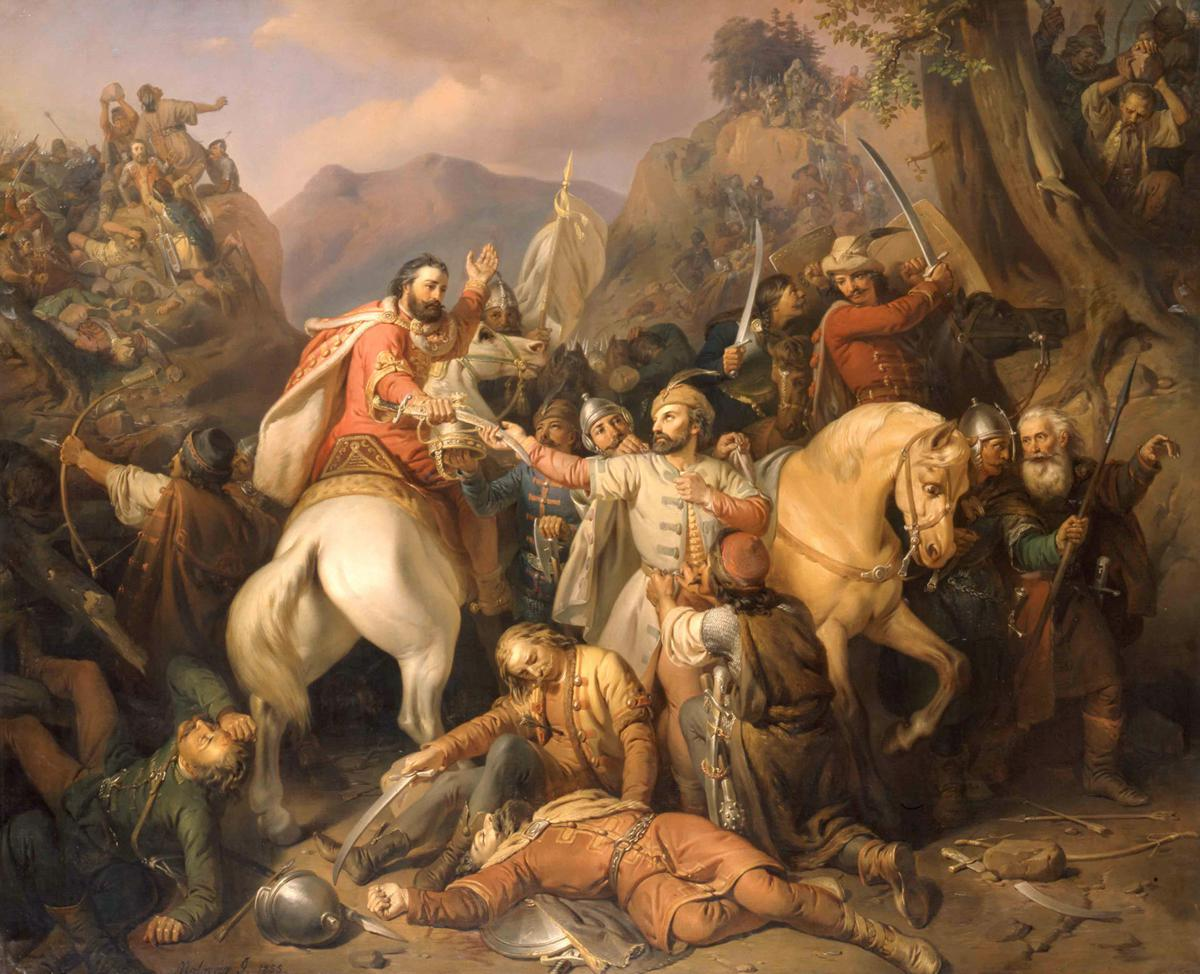